# Patty Walters

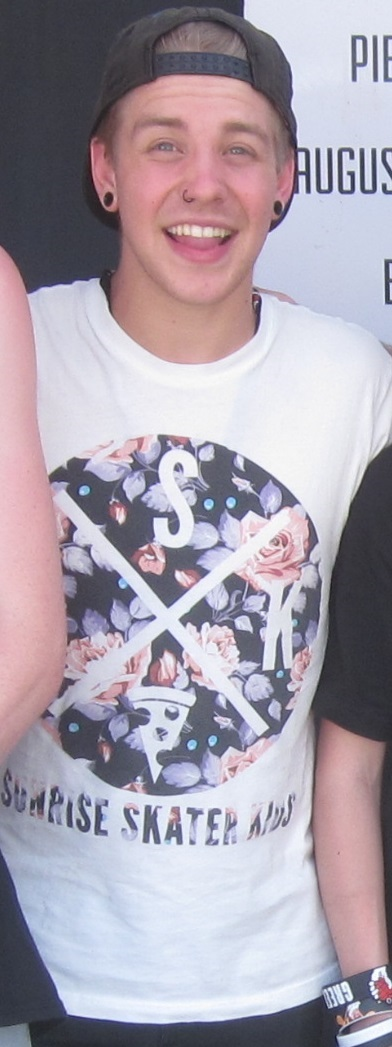
Patty Walters auf der Warped Tour, 2015.

Patty Walters (* 12. September 1991 in Minneapolis, Minnesota) ist ein US-amerikanischer Rockmusiker und ehemaliger Webvideoproduzent.

## Werdegang

### Webvideoproduzent
Walters startete seine musikalische Karriere auf der Videoplattform YouTube im Alter von 17 Jahren, wo er sowohl Stücke bekannter Pop-Punk-Bands wie Paramore und All Time Low als auch bekannte Disney-Klassiker coverte und auf eigene Weise interpretierte. Auf Youtube konnten seine Videos über 32 Millionen Klicks erzielen. Im Jahr 2012 beendete Walters seine Karriere als Youtuber, um sich auf seine Aktivität in der Band As It Is konzentrieren zu können.

### Musiker
Im Jahr 2012 stellte Walters seine Youtube-Aktivitäten ein, um sich auf seine Pop-Punk-Band As It Is konzentrieren zu können, die bis zu einem unterschriebenen Plattenvertrag bei Fearless Records zwei EPs veröffentlichte.
Seither veröffentlichte er mit der Band mit Never Happy, Ever After im Jahr 2015, okay. zwei Jahre darauf und The Great Depression im Jahr 2018 drei vollwertige Studioalben.
Anfang des Jahres 2018 stieg Walters als Bassist in der Pop-Rock-Band des Webvideoproduzenten und Internet-Komikers Jarrod Alonge Crazy Eighty Eight ein. Alonge und Walters arbeiteten in der Vergangenheit bereits im Rahmen eine Albumveröffentlichung der Pop-Punk-Parodie-Band Sunrise Skater Kids zusammen, bei der Walters in dem Lied Nothing Special aus dem Album Friendville einen Gastpart einspielte.

### Persönliches
Patty Walters wurde in Minnesota geboren und hat eine Schwester. Walters leidet unter Depressionen und Angst. Bei einem Konzert seiner Band auf der Warped Tour erzählte er, dass er wahnsinnige Angst vor eigenen Auftritten habe. Dies griff der Gitarrist der Band Palaye Royale, Sebastian Danzig, auf und kritisierte Walters für dessen Aussage. Die Missverständnisse konnten allerdings schnell geklärt werden.

## Diskografie
- → Hauptartikel: As It Is

### CrazyEightyEight
- 2018: Burning Alive (Album, Eigenproduktion)

### Als Gastsänger
- Nothing Special von Sunrise Skater Kids (2016, auf dem Album Friendville)
- Come Undone von Grayscale (2017, auf dem Album Adornment)